# فيرنون هاريل
فيرنون هاريل (بالإنجليزية: Vernon Harrell)‏ هو كاتب أغاني أمريكي، ولد في 5 يونيو 1940، وتوفي في 15 مارس 1997.

## وصلات خارجية
- فيرنون هاريل على موقع IMDb (الإنجليزية)
- فيرنون هاريل على موقع ميوزك برينز (الإنجليزية)
- فيرنون هاريل على موقع ديسكوغز (الإنجليزية)
- فيرنون هاريل على موقع قاعدة بيانات الفيلم (الإنجليزية)